# 4402 Tsunemori
4402 Tsunemori este un asteroid din centura principală, descoperit pe 25 februarie 1987 de T. Niijima, T. Urata.